# Peter Kingsley
Peter Kingsley, né en 1953, est un philosophe britannique. Auteur de cinq livres, son œuvre traite en profondeur la philosophie et le contexte historique des présocratiques Parménide et Empédocle.

## Biographie
Peter Kingsley est élève de la Highgate School au nord de Londres jusqu'en 1971. Il obtient une licence à l'Université de Lancaster en 1975, puis un master en lettres au Kings College de Cambridge. Il obtient ensuite un doctorat en philosophie à l'Université de Londres.
Il travaille dans le champ des études classiques, de l'anthropologie, de la philosophie, de la religion, des civilisations anciennes, des techniques curatives et de la science.
En 1995, il s'installe avec son épouse au Canada et devient professeur honoraire à l'Université Simon Fraser. En 2002, il s'établit aux États-Unis, à l'Université du Nouveau-Mexique.
Kingsley se considère lui-même comme un mystique dont l'expérience spirituelle irrigue son œuvre.

## Thèses principales
Peter Kingsley soutient que les philosophes présocratiques Parménide et Empédocle, trop souvent considérés uniquement sous l'aspect rationnel et scientifique, sont en fait l'expression d'une tradition mystique grecque responsable de la naissance de la philosophie et la civilisation occidentales.
Selon Kingsley, cette tradition consiste en un mode de vie centré sur l'expérience directe de la réalité et la reconnaissance de la divinité personnelle. Il souligne que le mysticisme de cette tradition n'était pas d'un "autre monde" puisque les figures principales étaient juristes, diplomates, médecins et même militaires. Les textes de cette tradition forment entre eux un tout parfait que la pensée postérieure séparera en des matières distinctes (mysticisme, science, médecine et art.)
Parménide, reconnu comme le père de la logique et traditionnellement considéré comme un rationaliste, était un prêtre dévoué au culte d'Apollon et un iatromantis, ou prophète guérisseur. Empédocle, dont le modèle cosmologique introduirait dans la science et la philosophies occidentales l'idée fondamentale des quatre éléments, était un mystique et un magicien.
Kingsley interprète les poèmes de Parménide et Empédocle comme des textes ésotériques d'initiation dont l'objectif est de conduire le lecteur vers une expérience directe de l'unicité de la réalité et vers la réalisation de la divinité personnelle. Il faut noter qu'une des conséquences importantes de cette interprétation est que la logique et la science occidentales avaient à l'origine un but profondément spirituel.
L’exégèse de la philosophie grecque ancienne que propose Kingsley, en particulier celle de Parménide et Empédocle, est en désaccord avec la plupart des interprétations reconnues. Dans son argumentaire, Kingsley soutient que les philosophes postérieurs comme Platon, Aristote et Théophraste, entre autres, ont mal interprété et distortionné l'œuvre de leurs prédécesseurs ; en conséquence, toute interprétation conventionnelle qui accepte sans critique la fausse représentation des présocratiques est nécessairement déficiente. La méthode de Kingsley consiste à interpréter les textes présocratiques dans le contexte historique et géographique, en prêtant une attention particulière aux racines italiennes et siciliennes de Parménide et Empédocle. De même, les poèmes de Parménide et Empédocle sont interprétés comme des textes ésotériques et mystiques, ce qui est pour Kingsley la seule façon de résoudre plusieurs problèmes d'interprétation et de critique textuelle. Dans ses travaux les plus récents, Kingsley affirme les textes ésotériques dont le propos est de raconter ou de susciter des expériences mystiques ne peuvent être proprement compris depuis une "perspective extérieure"; si elle existe, cette compréhension doit avoir comme base l'expérience personnelle du lecteur.

## Œuvres
- A Book of Life, 2021
- Catafalque: Carl Jung and the End of Humanity, 2018.
- A Story Waiting to Pierce You: Mongolia, Tibet and the Destiny of the Western World, 2010.
- Reality, 2003, 2020.
- Dans les Antres de la sagesse. Études parménidiennes, Paris, Belles-Lettres, 2007 (1999).
- Empédocle et la tradition pythagoricienne. Philosophie ancienne, mystère et magie, Paris, Belles-Lettres, 2010 (1995).